# Teodoro II del Monferrato
Teodoro II Paleologo (1364 – 26 aprile 1418) fu marchese del Monferrato dal 1381.
Era figlio terzogenito del marchese Giovanni II (1321 – 1372) e di Elisabetta di Maiorca (1337 – 1406).

## Biografia

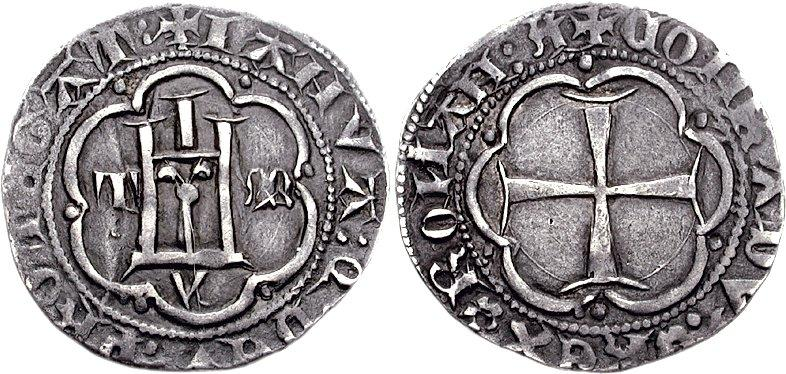
Moneta di Teodoro II, Capitano della Repubblica di Genova tra il 1409 e il 1413.

Teodoro II venne nominato governatore del marchesato dopo la morte del giovane fratello Giovanni III (1362 – 1381). Dopo la scomparsa di quest'ultimo, il Monferrato si era trovato in una crisi gravissima, dalla quale non era ancora stato in grado di uscire: i due marchesi succedutisi nel giro di un decennio non avevano avuto autorità sufficiente a gestire le problematiche contese internazionali nelle quali era stato calato il paese.
Durante la sua età giovanile Teodoro II venne affidato alla tutela di Gian Galeazzo Visconti. Ben presto parve che la figura del nuovo marchese fosse debole come quella dei fratelli: dopo aver sposato Argentina di Lunigiana († 1387), figlia del marchese della Lunigiana Leonardo Malaspina, per volontà, sembra, dei milanesi, Teodoro dovette cedere a Gian Galeazzo anche Asti.
Dopo la morte della prima moglie Argentina, dalla quale non ebbe figli, Teodoro sposò Giovanna di Bar († 1402) dalla quale ebbe tre figli.
Incominciò allora una guerra tra Teodoro II e Amedeo VIII, che ebbe tra i protagonisti anche Facino Cane ed i Visconti: Filippo Maria Visconti aveva infatti promesso al marchese il suo sostegno nella guerra per l'aiuto ricevuto nel consolidamento del potere visconteo sul milanese. Nel 1400 Teodoro assegnò Borgo San Martino a Facino Cane per i suoi fedeli servigi. Il 17 febbraio 1403 Teodoro sposò la figlia del principe di Acaia, Margherita di Savoia. Anche da questo matrimonio non nacquero figli.
Nel 1409 Teodoro e Facino riuscirono a prendere possesso di Milano e Genova, ma Teodoro, che resse la città fino al 1413, nonostante diverse spedizioni militari, dovette poi abbandonarla incapace di gestirla insieme ai suoi domini piemontesi, ma ricevendo comunque in cambio una forte somma.

Dopo la morte di Facino, Teodoro continuò a combattere in Piemonte contro i Visconti, con i quali raggiunse un accordo solo nel 1417, un anno prima della sua morte.

## Matrimoni e discendenza
Si sposò prima con Argentina Malaspina, morta nel 1387 (figlia di Lionardo Malaspina, marchese di Gragnola e di Caterina Rossi).
Dal secondo matrimonio con Giovanna di Bar (figlia di Roberto I di Bar) nacquero:
- Giangiacomo, suo successore
- Sibilla (Casale 1397 – ivi 1401)
- Sofia, che sposò  (1419 circa) Giovanni, erede dell'imperatore di Bisanzio e poi imperatore lui stesso con il titolo di Giovanni VIII

Il terzo matrimonio fu con Margherita di Savoia (1390-1464).

## Ascendenza
|                            |                      |                         | Genitori                     |  |  | Nonni |  |  | Bisnonni               |  |  | Trisnonni              |  |
|                            |                      |                         |                              |  |  |       |  |  | Andronico II Paleologo |  |  | Michele VIII Paleologo |  |
|                            |                      |                         |                              |  |  |       |  |  | Andronico II Paleologo |  |  | Michele VIII Paleologo |  |
|                            |                      | Teodora Ducas Vatatzina |                              |  |  |       |  |  | Andronico II Paleologo |  |  |                        |  |
| Teodoro I del Monferrato   |                      |                         |                              |  |  |       |  |  | Andronico II Paleologo |  |  |                        |  |
|                            |                      | Violante di Monferrato  | Guglielmo VII del Monferrato |  |  |       |  |  |                        |  |  |                        |  |
|                            |                      | Violante di Monferrato  | Guglielmo VII del Monferrato |  |  |       |  |  |                        |  |  |                        |  |
|                            |                      | Violante di Monferrato  | Beatrice di Castiglia        |  |  |       |  |  |                        |  |  |                        |  |
| Giovanni II del Monferrato |                      | Violante di Monferrato  |                              |  |  |       |  |  |                        |  |  |                        |  |
|                            |                      | Opizzino Spinola        | Corrado Spinola              |  |  |       |  |  |                        |  |  |                        |  |
|                            |                      | Opizzino Spinola        | Corrado Spinola              |  |  |       |  |  |                        |  |  |                        |  |
|                            |                      | Opizzino Spinola        | Argentina Fieschi            |  |  |       |  |  |                        |  |  |                        |  |
| Argentina Spinola          |                      | Opizzino Spinola        |                              |  |  |       |  |  |                        |  |  |                        |  |
|                            |                      | Violante di Saluzzo     | Tommaso I di Saluzzo         |  |  |       |  |  |                        |  |  |                        |  |
|                            |                      | Violante di Saluzzo     | Tommaso I di Saluzzo         |  |  |       |  |  |                        |  |  |                        |  |
|                            |                      | Violante di Saluzzo     | Luisa di Ceva                |  |  |       |  |  |                        |  |  |                        |  |
| Teodoro II del Monferrato  |                      | Violante di Saluzzo     |                              |  |  |       |  |  |                        |  |  |                        |  |
|                            | Ferdinando d'Aragona | Giacomo II di Maiorca   |                              |  |  |       |  |  |                        |  |  |                        |  |
|                            | Ferdinando d'Aragona | Giacomo II di Maiorca   |                              |  |  |       |  |  |                        |  |  |                        |  |
|                            | Ferdinando d'Aragona | Esclarmonde di Foix     |                              |  |  |       |  |  |                        |  |  |                        |  |
| Giacomo III di Maiorca     | Ferdinando d'Aragona |                         |                              |  |  |       |  |  |                        |  |  |                        |  |
|                            |                      | Isabella di Sabran      | Isnardo di Sabran            |  |  |       |  |  |                        |  |  |                        |  |
|                            |                      | Isabella di Sabran      | Isnardo di Sabran            |  |  |       |  |  |                        |  |  |                        |  |
|                            |                      | Isabella di Sabran      | Margherita di Villehardouin  |  |  |       |  |  |                        |  |  |                        |  |
| Elisabetta di Maiorca      |                      | Isabella di Sabran      |                              |  |  |       |  |  |                        |  |  |                        |  |
|                            |                      | Alfonso IV di Aragona   | Giacomo II di Aragona        |  |  |       |  |  |                        |  |  |                        |  |
|                            |                      | Alfonso IV di Aragona   | Giacomo II di Aragona        |  |  |       |  |  |                        |  |  |                        |  |
|                            |                      | Alfonso IV di Aragona   | Bianca di Napoli             |  |  |       |  |  |                        |  |  |                        |  |
| Costanza d'Aragona         |                      | Alfonso IV di Aragona   |                              |  |  |       |  |  |                        |  |  |                        |  |
|                            |                      | Teresa di Entenza       | Gombaldo di Entenza          |  |  |       |  |  |                        |  |  |                        |  |
|                            |                      | Teresa di Entenza       | Gombaldo di Entenza          |  |  |       |  |  |                        |  |  |                        |  |
|                            |                      | Teresa di Entenza       | Costanza d'Antillón          |  |  |       |  |  |                        |  |  |                        |  |
|                            |                      | Teresa di Entenza       |                              |  |  |       |  |  |                        |  |  |                        |  |